# Course en ligne masculine aux championnats du monde de cyclisme sur route 2013
Navigation
Fauquemont 2012 Ponferrada 2014
La course en ligne masculine des championnats du monde de cyclisme sur route 2013 a eu lieu le 29 septembre 2013 dans la région de la Toscane, en Italie.
Le parcours de la course est tracé sur 272,26 kilomètres entre les villes de Lucques et de Florence où l'arrivée est jugée sur le Nelson Mandela Forum. Comme les années précédentes, la course élites hommes est la dernière épreuve des championnats du monde de cyclisme sur route.

## Parcours
Le parcours comprend deux phases. La première amène les coureurs de Lucques à l'entrée du circuit de Florence sur une longueur de 106,56 km. Elle comprend notamment les ascensions de Montecarlo (3,75 km à 3,5% de moyenne) et de celle de San Baronto (3,9 km à 7,1% de moyenne). S'ensuivent dix tours du circuit de 16,57 km. Celui-ci inclut la montée de Fiesole (4,37 km à 5,2 % de moyenne) et la courte mais raide montée de Salviati avant un replat à la fin.
Avec 272,26 km, il s'agit de la plus longue distance des championnats depuis l'édition 2005 de Madrid.

## Participation

### Système de sélection
La qualification est principalement basée sur les performances sur les différents circuits UCI de la saison 2013. Les résultats de janvier à la mi-août sont pris en compte dans les critères de qualification à la fois sur l'UCI World Tour 2013 et les circuits continentaux UCI. La répartition des quotas de qualifiés par pays étant déterminé à la suite du calcul des classements au 15 août 2013.
Tous les inscrits sont confirmés le 15 août 2013 : 
- 14 inscrits, 9 partants : Australie, Colombie, France, Italie, Pays-Bas, Pologne, Espagne, Suisse
- 12 inscrits, 8 partants : Grande-Bretagne
- 11 inscrits, 7 partants : Belgique, Tchéquie, États-Unis
- 9 inscrits, 6 partants : Autriche, Allemagne, Iran, Irlande, Maroc, Slovaquie, Slovénie, Ukraine, Venezuela
- 6 inscrits, 4 partants : Algérie
- 5 inscrits, 3 partants : Brésil, Canada, Croatie, Danemark, Érythrée, Estonie, Hong Kong, Lettonie, Lituanie, Malaisie, Mexique, Nouvelle-Zélande, Norvège, Portugal, Russie, Suède, Turquie
- 3 inscrits, 2 partants : Afrique du Sud
- 2 inscrits, 1 partant : Argentine, Biélorussie, Bulgarie, Équateur, Finlande, Grèce, Hongrie, Luxembourg, Moldavie, Roumanie, Serbie, Tunisie

### Favoris
Il n'y a pas de grand favori qui se dégage, car de nombreux scénarios sont possibles et aucune équipe ne présente un leader parfaitement entouré. Comme souvent sur les mondiaux, on peut compter probablement sur les spécialistes des classiques, tels Peter Sagan (Slovaquie), auteur d'une grande saison (22 succès) mais qui ne peut compter que sur Peter Velits comme équipier de bon niveau, Fabian Cancellara (Suisse), qui a dominé la campagne des flandriennes, ou encore le tenant du titre, Philippe Gilbert (Belgique), dont la forme est incertaine malgré une victoire d'étape sur le Tour d'Espagne et qui devra composer avec Greg Van Avermaet, un autre spécialiste des classiques mais rarement vainqueur sur les courses d'un jour.
À domicile, Vincenzo Nibali (Italie), auteur d'une excellente saison (vainqueur de Tirreno-Adriatico et du Tour d'Italie, 2e de la Vuelta), est également favori, mais sa pointe de vitesse l'oblige à arriver en solitaire. L'équipe d'Espagne est sur le papier la plus forte, avec notamment Alejandro Valverde, Joaquim Rodríguez, Daniel Moreno et Alberto Contador. Cependant, le risque est réel de voir les Espagnols ne pas courir en équipe, risque toutefois limité si la course est très sélective. La Colombie aligne quatre excellents grimpeurs (Nairo Quintana, Rigoberto Urán, Carlos Betancur et Sergio Henao) capables de se sacrifier les uns pour les autres, mais leur forme est incertaine. Les Irlandais Nicolas Roche, très en vue sur le Tour d'Espagne, et Daniel Martin, vainqueur cette année du Tour de Catalogne, de Liège-Bastogne-Liège et d'une étape du Tour de France, peuvent s'imposer mais n'ont que deux équipiers.
Les principaux outsiders sont Robert Gesink, Bauke Mollema (Pays-Bas), Thomas Voeckler (France), Rui Costa (Portugal) et Edvald Boasson Hagen (Norvège),. Christopher Froome (Royaume-Uni), dont la saison fut excellente (vainqueur du Tour de France, du Critérium du Dauphiné, du Tour de Romandie, 2e de Tirreno-Adriatico) mais peut-être trop longue, n'a aucune référence sur les courses d'un jour, cependant il « aime ce parcours et [il] pense vraiment qu'[il a] une chance unique de devenir champion du monde ».

## Déroulement de la course
Une échappée se forme en début de course, avec Jan Bárta (Tchéquie), Matthias Brändle (Autriche), Rafaâ Chtioui (Tunisie), Yonder Godoy (Venezuela) et Bartosz Huzarski (Pologne). Après cent kilomètres, en arrivant à Florence, ce groupe compte huit minutes d'avance sur le peloton, emmené par l'équipe de Grande-Bretagne dans cette première partie du parcours.
Durant le premier tour de circuit, toute l'équipe d'Italie prend la tête du peloton. Elle impose une vitesse soutenue lors des deux ascensions empruntées à chaque tour et met ainsi plusieurs favoris en difficulté. À cinq tours de l'arrivée, le peloton est réduit à une soixantaine de coureurs. Deux tours plus loin, Cyril Gautier (France) attaque, rejoint par l'Italie Giovanni Visconti. Ce dernier parvient seul à rattraper Huzarski, rescapé de la première échappée. Ils sont repris à une trentaine de kilomètres de l'arrivée, dans la montée de Fiesole, par le peloton comprenant environ quarante coureurs,.
La pluie a alors cessé de tomber. Durant le dernier tour, Chris Anker Sorsensen (Danemark) et Michele Scarponi (Italie) tentent de s'échapper durant l'ascension de Fiesole. L'attaque décisive est cependant portée par Joaquim Rodriguez dans la partie le plus difficile de la montée, accompagné par Vincenzo Nibali, qui est tombé quelques kilomètres auparavant. Ils passent en tête au sommet de la côte. Dans la descente, ils sont rejoints par Valverde, Rui Costa et Rigoberto Uran. Ce dernier tombe peu après. Les quatre autres vont donc se disputer la victoire. Rodriguez attaque dans la descente. La poursuite menée par Nibali permet un regroupement. À deux kilomètres de l'arrivée, Rodriguez attaque à nouveau. À l'approche de la flamme rouge, Costa se défait de Nibali et Valverde. Dans la dernière ligne droite, à 600 mètres de l'arrivée, il rattrape Rodriguez. Les deux coureurs s'observent. À 200 mètres de la ligne d'arrivée, Costa lance le sprint. Rodriguez tente de résister mais est battu. Rui Costa devient le premier Portugais à remporter le championnat du monde sur route,.

## Classement
|                           | Coureur               | Pays             |    | Temps           |
| ------------------------- | --------------------- | ---------------- | -- | --------------- |
| Médaille d'or, monde      | Rui Costa             | Portugal         | en | 7 h 25 min 44 s |
| Médaille d'argent, monde  | Joaquim Rodríguez     | Espagne          | +  | 0 s             |
| Médaille de bronze, monde | Alejandro Valverde    | Espagne          |    | 15 s            |
| 4                         | Vincenzo Nibali       | Italie           |    | 15 s            |
| 5                         | Andriy Grivko         | Ukraine          |    | 31 s            |
| 6                         | Peter Sagan           | Slovaquie        |    | 34 s            |
| 7                         | Simon Clarke          | Australie        |    | 34 s            |
| 8                         | Maxim Iglinskiy       | Kazakhstan       |    | 34 s            |
| 9                         | Philippe Gilbert      | Belgique         |    | 34 s            |
| 10                        | Fabian Cancellara     | Suisse           |    | 34 s            |
| 11                        | Bauke Mollema         | Pays-Bas         |    | 34 s            |
| 12                        | Lars Petter Nordhaug  | Norvège          |    | 34 s            |
| 13                        | Daniel Moreno         | Espagne          |    | 34 s            |
| 14                        | Simon Geschke         | Allemagne        |    | 34 s            |
| 15                        | Sergio Henao          | Colombie         |    | 34 s            |
| 16                        | Michele Scarponi      | Italie           |    | 34 s            |
| 17                        | Filippo Pozzato       | Italie           |    | 1 min 5 s       |
| 18                        | Arthur Vichot         | France           |    | 1 min 5 s       |
| 19                        | Maciej Paterski       | Pologne          |    | 1 min 5 s       |
| 20                        | Edvald Boasson Hagen  | Norvège          |    | 1 min 5 s       |
| 21                        | Jakob Fuglsang        | Danemark         |    | 1 min 5 s       |
| 22                        | Ignatas Konovalovas   | Lituanie         |    | 1 min 26 s      |
| 23                        | Greg Van Avermaet     | Belgique         |    | 1 min 26 s      |
| 24                        | Yury Trofimov         | Russie           |    | 1 min 26 s      |
| 25                        | Pieter Weening        | Pays-Bas         |    | 1 min 44 s      |
| 26                        | Zdeněk Štybar         | Tchéquie         |    | 1 min 59 s      |
| 27                        | Aleksejs Saramotins   | Lettonie         |    | 2 min 1 s       |
| 28                        | Romain Bardet         | France           |    | 2 min 1 s       |
| 29                        | Serge Pauwels         | Belgique         |    | 2 min 1 s       |
| 30                        | Matija Kvasina        | Croatie          |    | 2 min 1 s       |
| 31                        | Alex Howes            | États-Unis       |    | 2 min 1 s       |
| 32                        | Chris Anker Sørensen  | Danemark         |    | 2 min 1 s       |
| 33                        | Michał Gołaś          | Pologne          |    | 2 min 1 s       |
| 34                        | Darwin Atapuma        | Colombie         |    | 2 min 1 s       |
| 35                        | Carlos Betancur       | Colombie         |    | 2 min 1 s       |
| 36                        | Tiago Machado         | Portugal         |    | 2 min 1 s       |
| 37                        | Peter Stetina         | États-Unis       |    | 2 min 1 s       |
| 38                        | Stefan Denifl         | Autriche         |    | 2 min 5 s       |
| 39                        | Marcus Burghardt      | Allemagne        |    | 3 min 40 s      |
| 40                        | Jan Polanc            | Slovénie         |    | 3 min 40 s      |
| 41                        | Rigoberto Urán        | Colombie         |    | 4 min 27 s      |
| 42                        | John Degenkolb        | Allemagne        |    | 4 min 53 s      |
| 43                        | Sergey Chernetskiy    | Russie           |    | 4 min 55 s      |
| 44                        | Anthony Roux          | France           |    | 4 min 55 s      |
| 45                        | Grégory Rast          | Suisse           |    | 6 min 24 s      |
| 46                        | Thomas Lövkvist       | Suède            |    | 7 min 27 s      |
| 47                        | Andrei Nechita        | Roumanie         |    | 8 min 6 s       |
| 48                        | Jonathan Castroviejo  | Espagne          |    | 8 min 6 s       |
| 49                        | Paul Martens          | Allemagne        |    | 8 min 6 s       |
| 50                        | Thibaut Pinot         | France           |    | 9 min 9 s       |
| 51                        | Giovanni Visconti     | Italie           |    | 9 min 15 s      |
| 52                        | Bartosz Huzarski      | Pologne          |    | 9 min 36 s      |
| 53                        | Danilo Wyss           | Suisse           |    | 11 min 20 s     |
| 54                        | Jan Bárta             | Tchéquie         |    | 11 min 20 s     |
| 55                        | Fabian Wegmann        | Allemagne        |    | 11 min 20 s     |
| 56                        | Amaël Moinard         | France           |    | 11 min 20 s     |
| 57                        | Jan Bakelants         | Belgique         |    | 11 min 20 s     |
| 58                        | Rafał Majka           | Pologne          |    | 12 min 55 s     |
| 59                        | Cyril Gautier         | France           |    | 15 min 11 s     |
| 60                        | Wilco Kelderman       | Pays-Bas         |    | 15 min 11 s     |
| 61                        | Thomas Voeckler       | France           |    | 15 min 11 s     |
| -                         | Georg Preidler        | Autriche         |    | abandon         |
| -                         | Egoi Martínez         | Espagne          |    | abandon         |
| -                         | Maxime Monfort        | Belgique         |    | abandon         |
| -                         | Michael Schär         | Suisse           |    | abandon         |
| -                         | Alberto Contador      | Espagne          |    | abandon         |
| -                         | Luis León Sánchez     | Espagne          |    | abandon         |
| -                         | Johan Vansummeren     | Belgique         |    | abandon         |
| -                         | Robert Gesink         | Pays-Bas         |    | abandon         |
| -                         | Sébastien Reichenbach | Suisse           |    | abandon         |
| -                         | Tom-Jelte Slagter     | Pays-Bas         |    | abandon         |
| -                         | François Parisien     | Canada           |    | abandon         |
| -                         | Luca Paolini          | Italie           |    | abandon         |
| -                         | Tobias Ludvigsson     | Suède            |    | abandon         |
| -                         | Yonder Godoy          | Venezuela        |    | abandon         |
| -                         | Juan Pablo Magallanes | Mexique          |    | abandon         |
| -                         | Matthias Brändle      | Autriche         |    | abandon         |
| -                         | Alessandro Vanotti    | Italie           |    | abandon         |
| -                         | Andrey Amador         | Costa Rica       |    | abandon         |
| -                         | Diego Ulissi          | Italie           |    | abandon         |
| -                         | Rinaldo Nocentini     | Italie           |    | abandon         |
| -                         | Miguel Ángel Rubiano  | Colombie         |    | abandon         |
| -                         | Sebastian Langeveld   | Pays-Bas         |    | abandon         |
| -                         | Borut Božič           | Slovénie         |    | abandon         |
| -                         | George Bennett        | Nouvelle-Zélande |    | abandon         |
| -                         | Alexandr Kolobnev     | Russie           |    | abandon         |
| -                         | Matej Mugerli         | Slovénie         |    | abandon         |
| -                         | Andrey Zeits          | Kazakhstan       |    | abandon         |
| -                         | Mathew Hayman         | Australie        |    | abandon         |
| -                         | Spas Gyurov           | Bulgarie         |    | abandon         |
| -                         | Geraint Thomas        | Royaume-Uni      |    | abandon         |
| -                         | Tomasz Marczyński     | Pologne          |    | abandon         |
| -                         | Matej Jurčo           | Slovaquie        |    | abandon         |
| -                         | Rafaâ Chtioui         | Tunisie          |    | abandon         |
| -                         | Thor Hushovd          | Norvège          |    | abandon         |
| -                         | Bernhard Eisel        | Autriche         |    | abandon         |
| -                         | Michael Albasini      | Suisse           |    | abandon         |
| -                         | Rory Sutherland       | Australie        |    | abandon         |
| -                         | Cameron Meyer         | Australie        |    | abandon         |
| -                         | Tanel Kangert         | Estonie          |    | abandon         |
| -                         | Laurens ten Dam       | Pays-Bas         |    | abandon         |
| -                         | Ivan Santaromita      | Italie           |    | abandon         |
| -                         | Christopher Froome    | Royaume-Uni      |    | abandon         |
| -                         | Tom Dumoulin          | Pays-Bas         |    | abandon         |

|   | Coureur                     | Pays             |  | Temps   |
| - | --------------------------- | ---------------- |  | ------- |
| - | Christophe Riblon           | France           |  | abandon |
| - | Johnny Hoogerland           | Pays-Bas         |  | abandon |
| - | Markus Eibegger             | Autriche         |  | abandon |
| - | Janez Brajkovič             | Slovénie         |  | abandon |
| - | Murilo Fischer              | Brésil           |  | abandon |
| - | Ian Stannard                | Royaume-Uni      |  | abandon |
| - | Ramūnas Navardauskas        | Lituanie         |  | abandon |
| - | Przemysław Niemiec          | Pologne          |  | abandon |
| - | Janier Acevedo              | Colombie         |  | abandon |
| - | Cayetano Sarmiento          | Colombie         |  | abandon |
| - | Nairo Quintana              | Colombie         |  | abandon |
| - | Kristjan Koren              | Slovénie         |  | abandon |
| - | Andriy Khripta              | Ukraine          |  | abandon |
| - | Daniel Martin               | Irlande          |  | abandon |
| - | Péter Kusztor               | Hongrie          |  | abandon |
| - | Mathias Frank               | Suisse           |  | abandon |
| - | Björn Leukemans             | Belgique         |  | abandon |
| - | Matthew Busche              | États-Unis       |  | abandon |
| - | Jakub Novák                 | Tchéquie         |  | abandon |
| - | Michael Matthews            | Australie        |  | abandon |
| - | Pedro Sequera               | Venezuela        |  | abandon |
| - | Rafael Andriato             | Brésil           |  | abandon |
| - | Riccardo Zoidl              | Autriche         |  | abandon |
| - | Andrew Talansky             | États-Unis       |  | abandon |
| - | Gert Jõeäär                 | Estonie          |  | abandon |
| - | Gregory Brenes              | Costa Rica       |  | abandon |
| - | José Herrada                | Espagne          |  | abandon |
| - | Youcef Reguigui             | Algérie          |  | abandon |
| - | Kwok Ho Ting                | Hong Kong        |  | abandon |
| - | Patrik Tybor                | Slovaquie        |  | abandon |
| - | Mykhailo Kononenko          | Ukraine          |  | abandon |
| - | Stanislav Kozubek           | Tchéquie         |  | abandon |
| - | František Raboň             | Tchéquie         |  | abandon |
| - | Fredrik Kessiakoff          | Suède            |  | abandon |
| - | Reinardt Janse van Rensburg | Afrique du Sud   |  | abandon |
| - | Steve Cummings              | Royaume-Uni      |  | abandon |
| - | Joshua Edmondson            | Royaume-Uni      |  | abandon |
| - | Ioánnis Tamourídis          | Grèce            |  | abandon |
| - | Sylwester Szmyd             | Pologne          |  | abandon |
| - | José Ragonessi              | Équateur         |  | abandon |
| - | Jussi Veikkanen             | Finlande         |  | abandon |
| - | Freddy Vargas               | Venezuela        |  | abandon |
| - | Jackson Rodríguez           | Venezuela        |  | abandon |
| - | Jonathan Monsalve           | Venezuela        |  | abandon |
| - | Daniel Teklehaimanot        | Érythrée         |  | abandon |
| - | Daryl Impey                 | Afrique du Sud   |  | abandon |
| - | Luke Rowe                   | Royaume-Uni      |  | abandon |
| - | Richie Porte                | Australie        |  | abandon |
| - | Viesturs Lukševics          | Lettonie         |  | abandon |
| - | Martin Elmiger              | Suisse           |  | abandon |
| - | Warren Barguil              | France           |  | abandon |
| - | David Tanner                | Australie        |  | abandon |
| - | Oliver Zaugg                | Suisse           |  | abandon |
| - | Cadel Evans                 | Australie        |  | abandon |
| - | Samuel Sánchez              | Espagne          |  | abandon |
| - | Dominik Nerz                | Allemagne        |  | abandon |
| - | Michał Kwiatkowski          | Pologne          |  | abandon |
| - | Martin Hunal                | Tchéquie         |  | abandon |
| - | Héctor Rangel               | Mexique          |  | abandon |
| - | Taylor Phinney              | États-Unis       |  | abandon |
| - | Tejay van Garderen          | États-Unis       |  | abandon |
| - | Bob Jungels                 | Luxembourg       |  | abandon |
| - | Radoslav Rogina             | Croatie          |  | abandon |
| - | Kristijan Đurasek           | Croatie          |  | abandon |
| - | Carlos José Ochoa           | Venezuela        |  | abandon |
| - | Serhiy Grechyn              | Ukraine          |  | abandon |
| - | Rohan Dennis                | Australie        |  | abandon |
| - | Matthew Brammeier           | Irlande          |  | abandon |
| - | Martin Velits               | Slovaquie        |  | abandon |
| - | Sam Bewley                  | Nouvelle-Zélande |  | abandon |
| - | Meron Russom                | Érythrée         |  | abandon |
| - | Nicolas Roche               | Irlande          |  | abandon |
| - | Matti Breschel              | Danemark         |  | abandon |
| - | Vitaliy Buts                | Ukraine          |  | abandon |
| - | Alexey Lutsenko             | Kazakhstan       |  | abandon |
| - | Winner Anacona              | Colombie         |  | abandon |
| - | Josué Moyano                | Argentine        |  | abandon |
| - | Peter Velits                | Slovaquie        |  | abandon |
| - | Juraj Sagan                 | Slovaquie        |  | abandon |
| - | Cheung King Lok             | Hong Kong        |  | abandon |
| - | Serghei Tvetcov             | Moldavie         |  | abandon |
| - | Bradley Wiggins             | Royaume-Uni      |  | abandon |
| - | Mark Cavendish              | Royaume-Uni      |  | abandon |
| - | Christian Meier             | Canada           |  | abandon |
| - | Uri Martins                 | Mexique          |  | abandon |
| - | Jack Bauer                  | Nouvelle-Zélande |  | abandon |
| - | Christopher Horner          | États-Unis       |  | abandon |
| - | Andris Smirnovs             | Lettonie         |  | abandon |
| - | André Cardoso               | Portugal         |  | abandon |
| - | Maciej Bodnar               | Pologne          |  | abandon |
| - | Yaroslav Popovych           | Ukraine          |  | abandon |
| - | Sam Bennett                 | Irlande          |  | abandon |
| - | Gediminas Bagdonas          | Lituanie         |  | abandon |
| - | Ivan Stević                 | Serbie           |  | abandon |
| - | Lahcen Saber                | Maroc            |  | abandon |
| - | Adil Jelloul                | Maroc            |  | abandon |
| - | Reda Aadel                  | Maroc            |  | abandon |
| - | Alo Jakin                   | Estonie          |  | abandon |
| - | Grega Bole                  | Slovénie         |  | abandon |
| - | Essaïd Abelouache           | Maroc            |  | abandon |
| - | Ismaïl Ayoune               | Maroc            |  | abandon |
| - | Jani Tewelde                | Érythrée         |  | abandon |
| - | Kanstantsin Siutsou         | Biélorussie      |  | abandon |